# ミランカ
ミランカは、株式会社ネオが2006年（平成18年）10月から2009年（平成21年）6月まで運営していたブロードバンド映像配信サービスのポータルサイト。

## 概要
GyaOと異なり有料配信が基本であり、一部の番組のみ無料で提供される。
番組のコンテンツは、一定期間のみ視聴できる「VOD配信」、自分のパソコンにダウンロードして視聴する「EST配信」がある。
2009年（平成21年）6月30日15:00をもってサービスを終了。
なお、『内村さまぁ〜ず』に関しては過去分も含めてE!TV 内さま.comで配信が継続される(新規配信分については#64(6月15日～)より)。

## 主な番組
- 主な有料コンテンツ
  - 内村さまぁ〜ず
  - 博士も知らないニッポンのウラ
- その他VOD配信・EST配信